# Nemesis versicolor
Nemesis versicolor är en kräftdjursart. Nemesis versicolor ingår i släktet Nemesis och familjen Eudactylinidae. Inga underarter finns listade i Catalogue of Life.